# مديرية تبن

تعديل مصدري - تعديل

مديرية تُبَن إحدى مديريات محافظة لحج في اليمن وهي المركز الإداري للمحافظة. بلغ عدد سكانها 83444 نسمة عام 2004.

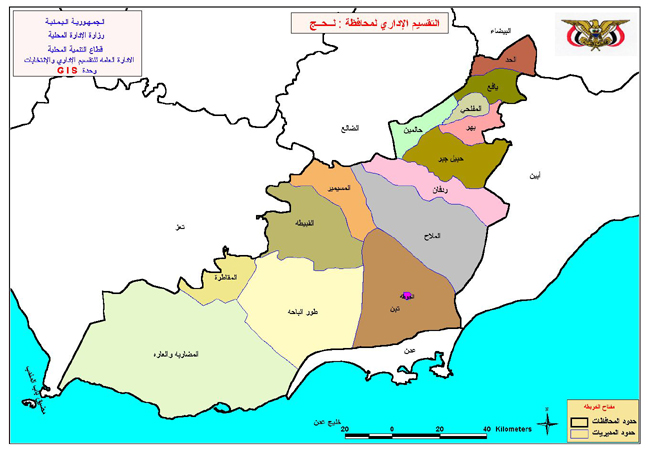
موقع مديرية تبن في محافظة لحج

وتعد مديرية تبن إحدى أفقر مديريات محافظة لحج بسبب تدهور وضعها إذ كانت عاصمة للسلطنة العبدلية وكانت تحصل على الرعاية والاهتمام من الأسرة الحاكمة التي اهتمت بزراعة البساتين فيها وتطوير الزراعة والثروة الحيوانية والاهتمام بالتعليم.

## الموقع
تقع مديرية تبن جنوب أراضي محافظة لحج، تحيطها من الشمال مديرية ردفان، ومديرية المسيمير، ومديرية القبيطة، ومن الغرب مديرية طور الباحة، ومديرية المقاطرة ومن الجنوب محافظة عدن ومن الشرق محافظة أبين.

## التقسيم الإداري
يوجد في المديرية عدة مدن منها :
مدينة صبر - مدينة الوهط - مدينة الفيوش - مدينة الرباط -مدينة السلام -مدينة الصالح -المدينة الخضراء.

## المواقع الأثرية والتاريخية
من أهم المناطق والمواقع الأثرية والتاريخية والسياحية في المديرية هي:

### وادي تبن – وادي لحج
تبدأ تسمية وادي تبن منذ بلوغه مخلاف لحج بعد أن تصب من روافد متعددة في وهم اسم يطلق على كثير من أجزائه ومنعطفاته في المرتفعات الشمالية ويطلق عليه الأهالي في لحج الوادي الأعظم، بعد أن يتحد مع وادي ورزان فوق العند.
أهم المواقع الأثرية والسياحية والتاريخية في وادي تبن هي:
- دار العرائس تقع شمال مدينة الحوطة على بعد حوالي 21 كيلومتر من الضفة الغربية لوادي تبن، ويشمل الموقع على ضرائب القصر عثمان بني في فترة تواجد العثمانيين الأتراك في لحج.
- كود أمسيلة يقع في الضفة الشرقية من الوادي الكبير وجنوبي مدينتا الحوطة والوهط ولقطة كود تعني أكمة أوتل أما مسيلة مهني السائلة وقد أطلق المؤرخ أحمد فضل القمندان السلاّمي في كتابه (هدية الزمن في أخبار ملوك لحج وعدن) على كود أمسيلة اللجنة لتشابه أوصافة مع ما جاء على لسان أمن المجاور في كتابة صفة بلاد اليمن واللجنة اسم قد تكرر في عدة مناسبات في المصادر الإخبارية أهما تلك المعارك التي دارت بين الملك المنصور/ عبد الله أحمد بن إسماعيل.